# Suur Munamägi

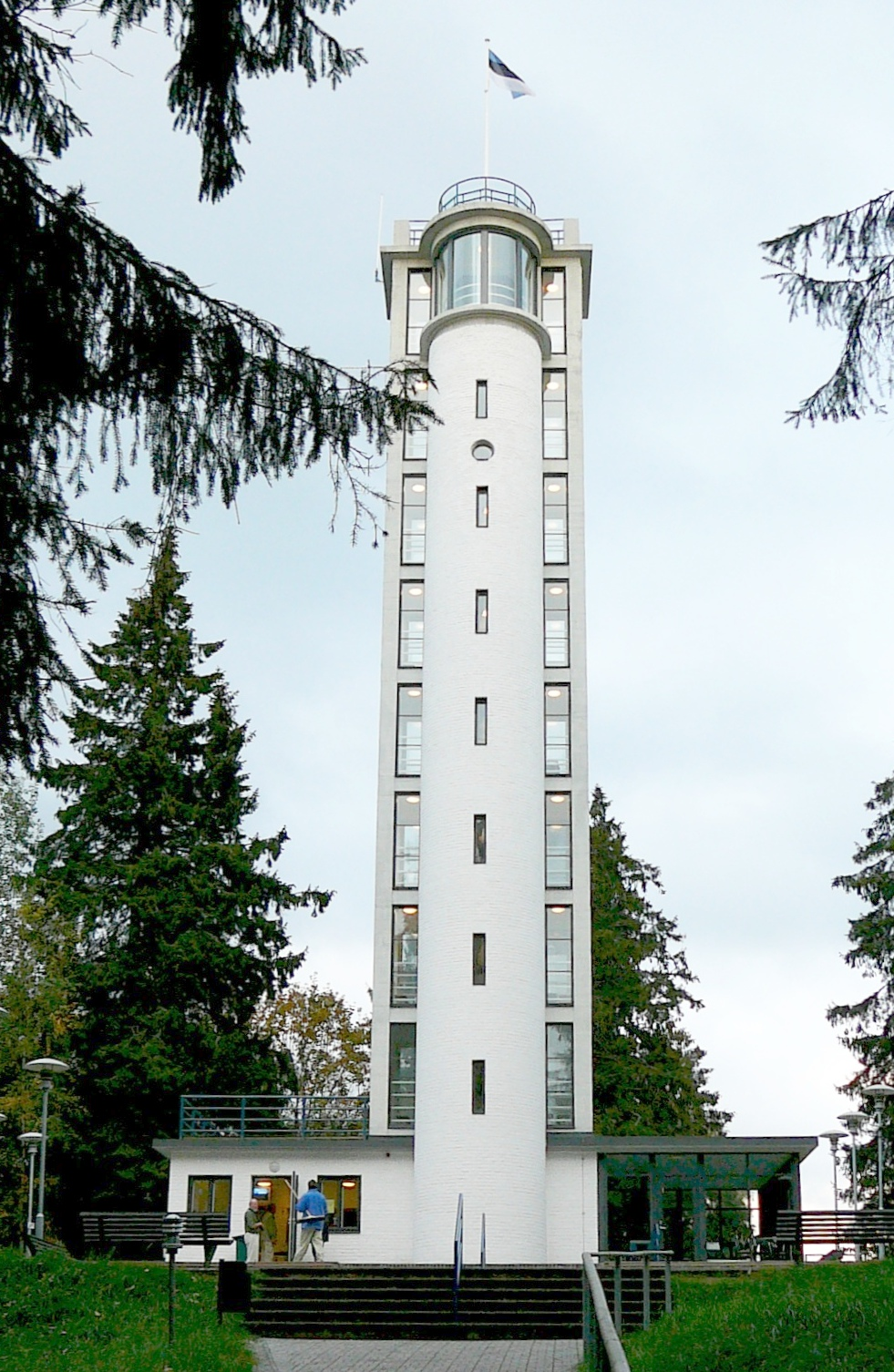
Tour d'observation au sommet du Suur Munamägi.

Suur Munamägi (« la grande colline de l'œuf », autrefois en allemand Grosser Eierberg) est le point culminant de l'Estonie et des pays baltes, avec une altitude de 317 mètres.
Le sommet est surmonté d'une tour d'observation qui offre des vues panoramiques jusqu'en Lettonie et en Russie. Par temps clair, il est possible d'observer la tour de télévision de Tartu et les dômes arrondis de Pskov.

## Géographie
La colline est située au sein des collines de Haanja, sur la commune de Rõuge dans le Sud-Est du pays, près des frontières russe (à 20 km à l'est) et lettone (à 12 km au sud).

## Histoire
Une première tour fut construite sur la colline dès 1812. Selon une légende populaire, elle fut détruite car elle aurait attiré des bateaux vers les côtes. Une seconde tour, de 8 mètres de haut, fut construite en 1870 par un tenancier qui y implanta son bar. Seules 4 à 5 personnes pouvaient rentrer dans la tour, et la pousse des arbres alentour finit par gâcher la vue. Une troisième tour fut construite sur le même bâtiment que la seconde, et atteignait 12 mètres de haut.
Une quatrième tour, de 17 mètres de haut, fut construite en 1925, quand l'Estonie était un État indépendant. Les travaux durèrent trois mois. Le comté de Võru aménagea des sentiers d'accès, des bancs devant la tour, et nettoya la forêt. Une cérémonie d'inauguration eut lieu le 19 juillet 1925. Peu après, les gens prirent conscience que la forêt bloquait toujours la vue et que le bois de la tour était vieux.
La cinquième et actuelle tour fut construite en 1939, en béton armé. D'une hauteur de 25,7 mètres, 36 000 briques et 35 tonnes de ciment furent utilisés jusqu'à ce qu'elle soit finie en juin. La cérémonie d'inauguration fut annulée à la suite du déclenchement de la Seconde Guerre mondiale. Peu touchée lors de la guerre, une réparation et une modernisation eurent lieu en 1955. Les travaux furent effectués par le propriétaire d'alors, le musée Fr.R. Kreutzwald. Un étage supplémentaire fut construit en 1969, et les escaliers de la partie supérieure furent refaits. La tour fait désormais 29,1 mètres, et offre un panorama dans un rayon de cinquante kilomètres depuis une altitude totale de 346,7 mètres.
Les rénovations commencent en 1998. Entre 2004 et 2005, l'ascenseur et le café actuels sont construits, les sentiers d'accès réaménagés et éclairés, et la tour est éclairée. Le coût de 10 millions de couronnes est en partie pris en charge par le programme Phar de l'Union européenne.

## Activités
Une route asphaltée, réservée aux livraisons et pourvue d'une barrière, rejoint le sommet. Les visiteurs peuvent quant à eux laisser leur voiture au parking situé sur la route 161 (un panneau y indique le nom de la colline), à 500 mètres après la sortie sud du village de Haanja, puis emprunter un sentier bien aménagé jusqu'au sommet. Le sommet est à moins de 300 mètres à vol d'oiseau et à une dizaine de minutes à pied du parking. Un sentier rejoint aussi le sommet depuis l'est.
Dans la tour, une exposition est proposée, liée à la nature de la région. Au pied de la tour, un restaurant à baies vitrées et un magasin touristique ont été aménagés.